# Leitmotif
Leitmotif (рус. Лейтмотив) — первый полноформатный студийный альбом калифорнийской рок-группы dredg. Выпущен 30 мая 1998 года силами коллектива, 11 сентября 2001 года переиздан мейджор-лейблом Universal.

## Список композиций
Все композиции написаны группой. Первый трек может называться «易» вместо «Symbol Song» на обложках и буклетах. Десятый трек содержит долгий период тишины, после которой, на отметке 9:10, начинается секретный одиннадцатый трек.
| №   | Название                                                                        | Длительность |
| --- | ------------------------------------------------------------------------------- | ------------ |
| 1.  | «Symbol Song»                                                                   | 4:23         |
| 2.  | «Movement I: @45°N. 180°W»                                                      | 1:02         |
| 3.  | «Lechium»                                                                       | 6:25         |
| 4.  | «Movement II: Crosswind Minuet»                                                 | 1:32         |
| 5.  | «Traversing Through the Arctic Cold We Search for the Spirit of Yuta» (антракт) | 6:38         |
| 6.  | «Movement III: Lyndon»                                                          | 3:08         |
| 7.  | «Penguins in the Desert»                                                        | 4:13         |
| 8.  | «Movement IV: RR»                                                               | 3:00         |
| 9.  | «Yatahaze»                                                                      | 3:45         |
| 10. | «Movement V: 90 Hour Sleep» (спрятанный трек)                                   | 20:21        |

## История релизов
| Регион | Дата             | Лейбл          | Формат |
| ------ | ---------------- | -------------- | ------ |
| США    | 30 мая 1998      | самостоятельно | CD     |
| США    | 11 сентября 2001 | Universal      | CD     |